# 萊布雷希特 (安哈特-蔡茨-霍伊姆)
萊布雷希特（德語：Lebrecht，1669年6月28日—1727年5月17日），安哈特-蔡茨-霍伊姆親王，安哈特-貝恩堡親王維克多·阿瑪迪斯的次子。

## 家庭
1692年，萊布雷希特與拿騷-紹姆堡的夏洛特結婚，兩人共有2子1女：
1. 維克多·阿瑪迪斯（1693年—1772年）
2. 伊莉莎白·夏洛特（1696年—1754年）
3. 克里斯蒂安（1698年—1720年）

夏洛特於1700年去世。1702年，萊布雷希特與艾薇迪娜·雅各芭·威廉明娜結婚，兩人共有兩個女兒：
1. 夏洛特·威廉明妮（德语：Charlotte Wilhelmine von Anhalt-Bernburg-Schaumburg-Hoym）（1704年—1766年）
2. 索菲·克莉絲汀（法语：Sophie-Christine d'Anhalt-Bernbourg-Schaumbourg-Hoym）（1710年—1784年）